# Förderungsgenossenschaft
Eine Förderungsgenossenschaft ist eine Genossenschaft, die als kooperative Selbsthilfeeinrichtung selbständiger Wirtschaftseinheiten (Haushalte bzw. Unternehmen) arbeitet. Sie verfolgt das Ziel, die Stellung der beteiligten Wirtschaftseinheiten auf einem Absatz- oder Beschaffungsmarkt zu stärken, während die Mitglieder in ihrem Wirtschaftsbereich selbständig agieren. Die meisten Genossenschaften in Deutschland sind Förderungsgenossenschaften.